# Élision en français
 (mai 2013).
Si vous disposez d'ouvrages ou d'articles de référence ou si vous connaissez des sites web de qualité traitant du thème abordé ici, merci de compléter l'article en donnant les références utiles à sa vérifiabilité et en les liant à la section « Notes et références ».
L'élision concerne, en français, la suppression du son voyelle final d'un mot devant un mot commençant par une voyelle ou un h muet. 
Dans la prononciation courante des mots, elle peut aussi concerner la prononciation des e internes aux mots, dans la moitié nord de la France.

## Règles d'élision
L'élision en français est obligatoire pour le phonème /ǝ/ (dit « e caduc » ou « e muet ») en fin de mot devant une voyelle ; elle est alors parfois notée dans l’orthographe par une apostrophe. L’élision n’est en effet représentée graphiquement que pour certains mots, parmi lesquels : 
- le : le + arbre → l’arbre ;
- de : de + arbre → d’arbre ;
- ce (pronom) : ce + était → c’était,
- etc.

Dans la plupart des cas, elle n’est pas écrite mais bien prononcée : chante avec moi → chant’avec moi, ils chantent + avec moi → ils chant’avec moi. Dans le vers poétique français, l’élision du « e caduc » suit des règles strictes (décrites dans l’article sur le vers), pour des raisons métriques, en fin de mot devant voyelle ou en fin de vers : 
Quand vous serez bien vieille, au soir, à la chandelle (Pierre de Ronsard)
=
Quand vous serez bien vieill’, au soir, à la chandell’
La lecture correcte d’un vers passe par celle des liaisons. Or, s’il est normal de prononcer tu manges enfin comme tu mang’enfin (le s de -es n’appelle pas la liaison), dans un vers classique il faudra lire tu mange-z-enfin, avec e « caduc » et liaison.
D’autres voyelles peuvent être concernées, comme /i/ dans si : si + il → s’il. Ou encore le /a/ de l'article au féminin la devant un nom commençant par certaines voyelles : la + arme → l'arme ; la + émission → l'émission ; ou la + une + et + la + autre → l'un' et l'autr(e) (le e de une étant écrit mais non prononcé). En revanche on dira et on écrira la une (du journal), mais aussi la Une (chaîne de télévision belge) ou encore la Une est à vous (titre d'une émission de télévision de Guy Lux dans les années 1970, sur la première chaîne, justement, et jouant sur l'homophonie de la « une » d'un journal).  
Les élisions d’autres voyelles sont rares et toujours écrites, sauf dans la langue parlée, dans un registre courant : tu es gentil sera réalisé [te], qu’on pourrait transcrire t’es gentil.
L’élision permet donc d’éviter le hiatus mais ce n’est pas le seul procédé disponible. En français toujours, le hiatus peut aussi être éliminé par l’insertion d’une consonne euphonique. Par exemple, ce, quand il est déterminant devient cet (par imitation du féminin) : ce + arbre → cet arbre, ou bien dans donne-t-il. Les articles contractés au et du se décontractent : au + abri → à l'abri, du + air → de l'air. De même certains adjectifs ont deux formes au masculin singulier, dont une pour éviter l'hiatus : un + beau + homme → un bel homme, un + vieux + habit → un vieil habit etc. L'une ou l'autre forme peut être plus ancienne, ainsi Philippe le Bel, roi de France (1268 – 1314) précède d'environ deux siècles Philippe le Beau, archiduc d'Autriche et roi des Espagnes (1478 – 1506) ; par contre, Geoffroi de Villehardouin, relatant la conquête de Constantinople (1203 – 1204) écrit du doge de Venise Enrico Dandolo : li Dux de Venice, qui vieux hom ere et goute ne véoit (nous écririons de nos jours le doge de Venise, qui était un vieil homme et n'y voyait goutte).

## Disjonction
Certains mots débutant par une voyelle ne peuvent être précédés d’un autre mot élidé. On dit dans ce cas qu’il y a disjonction. Les disjonctions les plus fréquentes en français sont dues à la présence d’un h « aspiré », qui interdit tout enchaînement entre deux mots (liaison ou élision). 
Par exemple, haricot commence par un tel h : on doit donc dire le haricot /lə aʁiko/ et non *l'haricot /laʁiko/ (dans la langue familière, le h « aspiré » est souvent omis). 
De même, dans les cas où la dernière voyelle du premier mot, ou la première voyelle du second mot est une semi-voyelle (ou glide), celle-ci se comportant alors comme une consonne, et l'élision ne se fait théoriquement pas. Toutefois, en pratique, les usages sont partagés : l'Yonne, le jambon d'York ou le module d'Young sont courants, tandis que l'usage est aléatoire pour la yole ou l'yole. La règle définie par Grevisse est respectée pour le Yémen, le yaourt...
D’autres empêchent l’élision sans commencer par un tel h : ce sont des mots fréquents et monosyllabiques dont on a voulu conserver l’identité : onze, un (quand il est numéral et non article), huit (on fait la liaison dans les nombres composés : dix-huit /diz‿ɥit/, vingt-huit /vɛ̃t‿ɥit/ sauf pour quatre-vingt-huit /ka.tʁə.vɛ̃.ɥit/ et de même quatre-vingt-un et quatre-vingt-onze). Par exemple, on dira le Onze de France, je compte de un à trois, numéro gagnant : le huit).

## Orthographe
L’apostrophe est le symbole typographique propre à l’élision. Même si toutes les élisions n’en sont pas marquées, toute apostrophe procède de l’élision. 
Or, dans certains mots composés, elle est utilisée sans être logiquement justifiée. Presqu’île est logique, mais les graphies anciennes grand’mère, grand’rue ou la graphie actuelle prud’homme ne sont pas motivées. En effet, il n’y a étymologiquement pas de -e élidé que l’apostrophe remplacerait. Grand dans les mots composés dont le deuxième terme est féminin (mère, rue) est un ancien féminin (grant en ancien français, écrit grand plus tard). Grand-mère et grand-rue sont donc des constructions archaïques qui ne nécessitent pas l’apostrophe. Le 9e dictionnaire de l’Académie française continue d'autoriser la graphie grand’mère. Quant à prud'homme, il devrait (étymologiquement) s’écrire soit prud homme soit prudhomme car c'est un mot composé d’une forme archaïque de preux, à savoir prod, sans e final (c’est un masculin).

## Création de nouveaux mots par élision
L’élision peut être à l’origine de nouveaux mot issus d’une agglutination puis d’une métanalyse : moyen français ma + amie → m’amie est interprété en français moderne mamie, réinterprété ensuite par métanalyse en ma + mie.

## Exceptions à la règle générale
L'élision ne se fait pas dans certains cas :
- lettres en tant que telles, le L[5]
- adjectifs de couleur pouvant être complétés, le orange de ta veste
- certains noms propres, le Onfray d’aujourd’hui
- certains toponymes étrangers[6] commençant par une voyelle, voyelle considérée par la langue locale comme une consonne : la gare de Aïn Sefra (où Aïn commence en arabe par la consonne ʿayn, consonne fricative pharyngale voisée), le parc de Yellowstone (où la semi-voyelle Y est traitée comme consonne) et la plupart des mots français commençant par une semi-voyelle : le wallon ; le yaourt ; la ouate avec ou consonne ou l'ouate disyllabique avec ou voyelle.